# حمید خراسانی
حمید خراسانی (زادهٔ ۲۷ اوت ۱۹۸۲) ورزشکار هنرهای رزمی ترکیبی و تکواندوکار اهل ایران و ساکن سوئد است. وی بین سال‌های ۲۰۰۷ تا ۲۰۱۵ میلادی فعالیت می‌کرد و در دسته‌های پروزن، سبک‌وزن، ولتروزن و نیمه‌سنگین‌وزن سابقه مبارزه دارد.
خراسانی، رزمی‌کار حرفه‌ای سابق سوئدی، اخیراً در بخش پر وزن مسابقات قهرمانی مبارزه نهایی (سازمان یواف‌سی) رقابت کرده است. او که از سال ۲۰۰۷ به عنوان یک مبارز حرفه‌ای ام‌ام‌ای فعالیت می‌کند، عمدتاً در اروپای غربی با مبارزات خود شهرتی برای خود دست و پا کرده است. او به عنوان عضوی از تیم بیسپینگ در برنامه تلویزیونی The Ultimate Fighter: Team Bisping vs. Team Miller از شبکه اسپایکر تی‌وی شرکت داشت.